# Nissim Ourfali
Nissim Ourfali é um garoto que deu nome a um meme da Internet. O meme surgiu no Brasil em 2012 a partir de um vídeo gravado por Nissim para seu Bar Mitzvá, cerimônia que insere o jovem judeu como um membro maduro na comunidade judaica. O vídeo contém uma paródia da música "What Makes You Beautiful", de One Direction. O meme se tornou popular a partir de agosto de 2012, entrando nos Trending Topics do Twitter.
Logo depois, o vídeo foi retirado do ar, mas continou a ser repostado na Internet por outros usuários. A família passou também passou a receber ataques devido a antissemitismo, e Nissim passou a andar com seguranças devido a ameaças de morte. Dessa forma, ainda em 2012, a família processou o Google exigindo que os vídeos fossem apagados do YouTube. A família perdeu em 2014, mas recorreu e ganhou em 2016. Poucas informações da vida de Nissim Ourfali foram divulgadas desde então. Em 2018, apareceu em foto com  os políticos Arthur do Val e Kim Kataguiri. Em 2024, casou-se, e sua esposa cantou uma versão da música do meme na cerimônia.